# عنخس إن با آتون الصغيرة
عنخس إن با أتون تا شيريت (أو عنخس إن با إتن تاشيريت, "عنخس إن با أتون الصغرى") كانت أميرة مصرية قديمة من الأسرة الثامنة عشرة في مصر. تظهر عنخس إن با أتون تا شيريت وأميرة أخرى، مريت آتون تا شيريت، في مشاهد تعود إلى الجزء الأخير من حكم أخناتون. عُرفت عنخس إن با أتون تا شيريت لعلماء الآثار منذ عام 1938، عندما تم العثور على قطعة من حجر التلاتات تحمل صورتها واسمها في الأشمونين[بحاجة لمصدر].
مصير عنخس إن با أتون تا شيريت غير مؤكد. يشير ذكر الإله آتون في اسمها إلى أنها كانت بالفعل ابنة إخناتون، حيث أن خلفاءه أعادوا العبادة إلى آلهة مصر التقليدية وتم التخلي عن اسم آتون خلال هذا الوقت.

## الآباء المقترحون
تم اقتراح عدة مجموعات مختلفة من الآباء لعنخس إن با أتون تا شيريت (وكذلك لمريت اتون تا شيريت).

### عنخس إن با أتون وإخناتون
يُعتقد بشكل شائع أنها كانت ابنة عنخس إن با أتون (ابنة الملك أخناتون) وإخناتون نفسه. يُعتقد أن لقب الأميرة كان "عنخس إن با أتون تاشيريت، ابنة عنخس إن با أتون، ابنة الزوجة العظيمة للملك نفرتيتي". إذا افترضنا أن عنخس إن با أتون تا شيريت كانت ابنة عنخس إن با أتون وإخناتون، فيجب أن تكون قد وُلدت في نهاية حكم إخناتون. حيث وُلدت عنخس إن با أتون حوالي السنة الخامسة من حكم والدها، وأقرب سنة يمكن أن يكون لديها طفل فيها كانت حوالي السنة السادسة عشرة من حكمه.

### كيا وإخناتون
نظرًا لأن كل من عنخس إن با أتون تا شيريت والأميرة الأخرى، مريت اتون تا شيريت، تظهران فقط في النصوص التي كانت تذكر زوجة إخناتون الثانية كيا، فمن المحتمل أيضًا أنهن كن أطفال إخناتون وكيا، أو أنهن كن خياليات، حيث استبدلن اسم ابنة كيا، التي ربما كانت باكت آتون، التي يُعتقد أنها كانت ابنة تيي.

### ميريتاتن وسمنخ كا رع
اقترح دودسون أن عنخس إن با أتون تا شيريت كانت ابنة الزوجين الملكيين الشابين ميريت آتون وسمنخ كا رع. كانت الأميرة الشابة سُميت على اسم شقيقة ميريتاتن.